# Tinearupa sorenseni
Tinearupa sorenseni är en fjärilsart som beskrevs av John Tenison Salmon och Bradley 1956. Tinearupa sorenseni ingår i släktet Tinearupa och familjen praktmalar, Oecophoridae. Inga underarter finns listade i Catalogue of Life.